# Coleonyx fasciatus
Espèce
Synonymes
- Eublepharis fasciatus Boulenger, 1885

Statut de conservation UICN

 LC  : Préoccupation mineure
Coleonyx fasciatus est une espèce de geckos de la famille des Eublepharidae.

## Répartition
Cette espèce est endémique du Mexique. Elle se rencontre au Sonora et au Sinaloa.

## Description
C'est un gecko terrestre, nocturne et insectivore.

## Éthologie
Il vit dans des milieux arides, ou il se cache le jour dans des crevasses à l'abri de la chaleur et de la sècheresse.

## Alimentation
Cette espèce est insectivore et consomme la plupart des insectes et autres arthropodes de taille adaptée.

## Publication originale
- Boulenger, 1885 : Catalogue of the lizards in the British Museum (Natural History) I. Geckonidae, Eublepharidae, Uroplatidae, Pygopodidae, Agamidae, Second edition, London, vol. 1, p. 1-436 (texte intégral).